# Музей шахмат
Музей шахмат Российской шахматной федерации — первый в мире музей шахмат; его уникальная коллекция отражает историю мировой и российской шахматной культуры. В собрании музея около 3000 экспонатов (на экспозиции выставлено около 300), в том числе несколько сотен шахматных комплектов, наградные кубки, картины, графика, документы, награды и личные вещи известных российских и советских шахматистов. Музей расположен в центре Москвы, в здании Центрального дома шахматиста им. М. М. Ботвинника, по адресу Гоголевский бульвар, 14. По состоянию на 2019 год экспозиция открыта для посещения по рабочим дням, по предварительной записи в Российской шахматной федерации.

## История
В основу музея легла часть собрания известного ленинградского коллекционера Вячеслава Александровича Домбровского (1905—1966), приобретённая Центральным шахматным клубом у его вдовы. В дальнейшем коллекция разрасталась за счет поступлений от любителей шахмат и знаменитых шахматистов, подарков, сделанных шахматными федерациями и клубами разных стран Шахматной федерации СССР и РШФ, и призов, полученных сборными СССР и РФ на крупнейших мировых состязаниях.
Первые 6 лет музей работал на общественных началах и был открыт для посещения 2 дня в неделю по 3 часа. В 1987—1991 годах директором музея была Наталья Викторовна Панова, в 1991—1998 годах — Наталья Юрьевна Иванова, с 1998 года — Татьяна Михайловна Колесникович, с 2023 года — Дмитрий Иванович Олейников.
В 1998 и с 2009 по 2014 год музей был закрыт в связи с аварийным состоянием части здания. 25.09.2014 года музей открылся вновь.
Татьяна Колесникович: «Музей возобновил работу после большого перерыва. Изначально, ещё в 80-е годы, посещение было платным. Билет тогда стоил 30 копеек. В сложные 90-е у многих просто не было денег. Люди приходили и говорили: если бесплатно, то пойдем, за деньги — увы. И мы тогда сделали наш музей и библиотеку бесплатными. Музей вновь открылся 25 сентября этого года. Посещение бесплатное, пока менять ничего не планируем».

## Экспозиция
В 1980—2009 гг. экспозиция размещалась в небольшой комнате (30 м²) Центрального дома шахматиста.
С осени 2014 года экспозиция музея расположена на новой, более просторной площади (180 м²), в трех залах того же особняка. На экспозиции представлены уникальные экспонаты, среди которых редчайшие комплекты шахмат. В их числе художественные работы мирового уровня, некоторые из которых отсутствуют в коллекциях больших художественных музеев. Рядом с изящными шедеврами из слоновой кости и эбенового дерева («лунные шахматы», Дания, начало XIX века) — строгие картонные шахматы блокадного Ленинграда, гнутая проволока «шахмат ГУЛАГа», «космические» шахматы, которыми в 1970 году была сыграна первая шахматная партия «Космос‒Земля». Выставлены афиши всевозможных шахматных соревнований, начиная с раритетной афиши Куйбышевского турнира мастеров и гроссмейстеров военного 1942 года, в том числе — матчей на первенство мира, шахматных Олимпиад, крупнейших турниров, первых шахматных соревнований «Белая ладья». Представлена часть призовых кубков, выигранных советскими и российскими шахматистами на соревнованиях самого высокого ранга. Старейший кубок — кубок леди Гамильтон-Рассел, впервые вручённый первой чемпионке мира среди женщин Вере Менчик в 1927 году. Кроме того, в музее выставлены картины на шахматную тему, награды и личные вещи знаменитых шахматистов: Михаила Чигорина, Александра Алехина, Михаила Ботвинника, Тиграна Петросяна, Елизаветы Быковой, Александры Костенюк. На почётном месте всегда привлекающий посетителей «тот самый» столик легендарного шахматного матча Карпов‒Каспаров 1984 года, «те самые» часы, флажки, бланки, конверты для откладывания партий…

## Книжный фонд
В экспозиции музея представлены редкие и редчайшие книги: как из собственных фондов, так и из собрания библиотеки Центрального дома шахматиста. Среди них первое издание знаменитого учебника Филидора «Анализ шахматной игры» (1749), трактат «Ни с чем не сравнимая игра в шахматы» Доменико Понциани (1769), «Опыт шахматной игры» Филиппа Стаммы, первая российская шахматная книга «О шахматной игре» И. Г. Бутримова (1821), «Шахматная игра, приведенная в систематический порядок с присовокуплением игр Филидора и примечаний» первого шахматного мастера России А. Д. Петрова (1824), первый в мире шахматный журнал «Паламед» (1843), уникальная рукописная книга, написанная в память о М. И. Чигорине его учеником и почитателем Д. Данюшевским (1908), французский учебник шахмат Жана Прети с автографом Александра Александровича Алехина, поэма «Шахматы» Е. Я. Данько с автолитографиями Н. Купреянова (1930), брошюра «Шахматы в госпиталях», изданная в годы Великой Отечественной войны (1943), а также книги с автографами известных шахматистов.

## Коллекция живописи

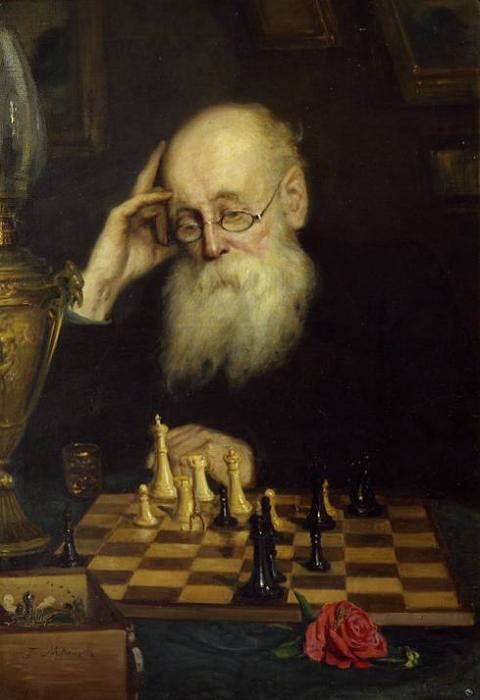
Григорий Мясоедов. «Сам с собою, или Игра в шахматы»

Основой коллекции живописи, рисунка и гравюры стало собрание Домбровского. Среди экспонатов: поздняя картина «Сам с собою, или Игра в шахматы» художника-передвижника Григория Мясоедова (1907), возможно, изображающая шахматиста А. Д. Петрова, акварель В. Мешкова, изображающая Льва Толстого за игрой в шахматы с М. Сухотиным, рисунок Г. Бакмансона, посвящённый гастрольной партии Михаила Чигорина с Дмитрием Яновским (1900).

## Дом и помещение
Особняк, в котором расположен музей, обладает долгой и драматической историей. Первоначально это были два отдельных дома усадьбы А. И. и Е. И. Васильчиковых, построенной вскоре после 1822 года на участке, выгоревшем во время пожара Москвы 1812 года. В начале 1830-х годов усадьба была продана графине Е. А. Зубовой, бывшей замужем за правнуком А. В. Суворова. При Зубовых усадебные здания перестраивались снаружи и внутри. На рубеже 1850‒60-х годов оба здания были объединены в одно. С 1865 года усадьба принадлежала богатой купеческой семье Алексеевых (знаменитый режиссёр К. С. Станиславский приходился владельцу племянником и бывал в этом доме). В 1885 году её приобрел В. К. фон Мекк — сын меценатки Н. Ф. фон Мекк. В 1895 году усадьба перешла к представителям известной семьи предпринимателей немецкого происхождения Фальц-Фейнов. В это время к дому пристроили балкон, провели электричество.
С 1899 года владелицей усадьбы была сестра известного мецената и создателя частного оперного театра С. И. Зимина. Она была замужем за известным в то время оперным певцом Н. Г. Райским. В доме бывали многие известные артисты и музыканты, в том числе композиторы А. К. Глазунов, С. И. Танеев, С. В. Рахманинов, знаменитый певец Ф. И. Шаляпин.
После революции 1917 года дом был национализирован и приспособлен под квартиры, одну из которых (№ 4) отдали бывшим хозяевам. В 1923 году в здании расположился Верховный суд РСФСР. С конца 1920-х годов здесь жили политические эмигранты. В конце 1940-х годов дом был занят службами государственного треста «Дальстрой». С 1956 года в здании разместился Центральный шахматный клуб СССР. При нём, в 1980 году, был создан тогда единственный в мире Музей шахмат. Сейчас здесь находятся Российская шахматная федерация, Центральный дом шахматиста имени М. М. Ботвинника, редакция журнала «64 — Шахматное обозрение».
Симпатичный особняк на Гоголевском бульваре был полностью отреставрирован президентом РШФ, состоятельным бизнесменом Андреем Филатовым в 2014 году.

## Жизнь музея, выставочная деятельность
Экспонаты музея демонстрируются на всех крупных выставках, связанных с шахматами и шахматным искусством, в том числе художников Н. Б. и В. Б. Костиных, художника В. Б. Ласунского, художника-дизайнера Ю. Н. Гаранина, выставки к 100-летию Коломенского объединения любителей шахматной игры, выставок во Всероссийском музее художественных промыслов и Московском доме фотографии. С 23 сентября по 23 ноября 2014 года редкие экземпляры коллекции были представлены на выставке «Царская игра», проходившей в Астраханском краеведческом музее. До этого выставка работала в Москве, в Музее декоративно-прикладного и народного искусства, с 11 сентября по 01 декабря 2013 года.

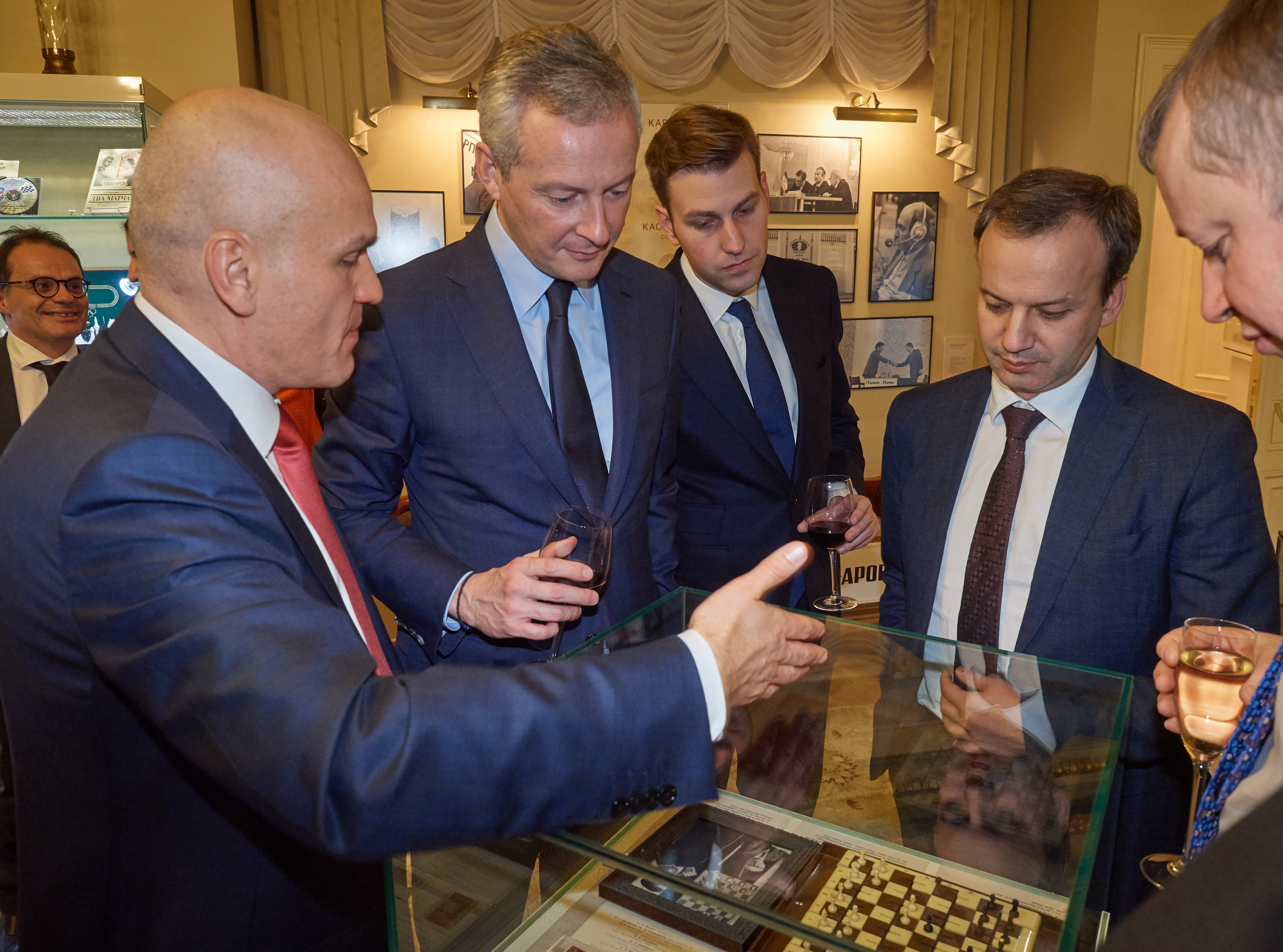
(слева направо на первом плане) Глава РШФ Андрей Филатов, Министр экономики и финансов Франции Брюно Ле Мэр и Вице-премьер Правительства РФ Аркадий Дворкович в Московском музее шахмат

В шахматном музее на Гоголевском бульваре устраиваются временные выставки, посвященные выдающимся шахматистам, в том числе Т. Петросяну, Б. Спасскому, В. Смыслову, Ю. Авербаху.
В рамках развития программы «Шахматы в музеях» сотрудниками ведется популяризация шахмат, музей участвует в налаживании и развитии культурных и спортивных связей между Россией и Францией. 2 марта 2016 года Его превосходительство Посол Франции в России господин Жан-Морис Рипер посетил с официальным визитом Музей шахмат и провел в нём церемонию награждения орденом Почетного легиона. В 2017 году, в ходе двухдневного визита в Москву, музей посетил Министр экономики и финансов Франции Брюно Ле Мэр в сопровождении Вице-премьера Правительства РФ Аркадия Дворковича.

## Общественный совет
Председателем Общественного совета музея до 2022 года являлся старейший гроссмейстер планеты и историк шахмат Юрий Львович Авербах.
Общественный совет занимается планированием и координацией работы музея, вопросами оценки и приобретения экспонатов, организации временных и передвижных выставок.

## Церемония открытия Музея шахмат в 2014 году
Открытие первого российского Музея шахмат состоялось 25 сентября 2014 года в Москве в здании Российской шахматной федерации (РШФ) на Гоголевском бульваре (Гоголевский бульвар, д. 14, стр. 1). Ранее в мире существовало только два подобных музея — в Голландии и Швейцарии. Первую экскурсию по музею для представителей СМИ провели легендарный шахматист, гроссмейстер Юрий Авербах и президент РШФ Андрей Филатов.
В церемонии открытия также приняли участие Президент Олимпийского комитета России Александр Жуков, и. о. руководителя Департамента физической культуры и спорта города Москвы Николай Гуляев, заместитель председателя правительства РФ Аркадий Дворкович, Президент ФИДЕ Кирсан Илюмжинов, Председатель Попечительского совета РШФ Дмитрий Песков, министр культуры Владимир Мединский, а также многие другие известные люди. Вёл церемонию открытия телеведущий Владимир Познер.
Музей шахмат — один из проектов Российской шахматной федерации, направленных на популяризацию этого искусства. Глава РШФ Андрей Филатов в преддверии церемонии открытия рассказал об особенных экспонатах: «Это шахматы, изготовленные на картонке в блокадном Ленинграде, шахматы ГУЛАГа, сделанные из колючей проволоки, а также плакат, посвященный соревнованиям в годы войны. Представляете, 1942-й год, лето, и проходит шахматный турнир. Во время Сталинградской битвы найти ресурсы, средства, собрать выдающихся шахматистов. Это уникально, меня этот плакат просто потрясает». «Через шахматы показана история и величие нашей страны, — заявил Филатов агентству „Р-Спорт“. — шахматы блокадного Ленинграда, исторические шахматы Николая Первого, космические шахматы — уникальные экспонаты. Мы показываем, как развивалась страна. А шахматы всегда были рядом — великая игра, великая страна».
Музей шахмат получит в подарок от ФИДЕ комплект шахмат от каждой страны, входящей в Федерацию. Об этом на церемонии открытия объявил глава Международной федерации шахмат Кирсан Илюмжинов. «На такие праздники с пустыми руками не ходят, — сказал Илюмжинов. — Мы посовещались и решили: „Что можно подарить шахматистам? Конечно, шахматы!“ Все федерации из стран от А до Я подарят музею по шахматному комплекту. Это наш подарок», — сказал Илюмжинов. Глава ФИДЕ считает, что музей — часть российской и советской истории вида спорта. «И картины, и кубки, и шахматы — все это видишь и окунаешься в то время. Думаю, что для наших юных шахматистов это будет хорошим примером», — добавил Илюмжинов.
Уникальный подарок передал в собрание нового музея заместитель председателя правительства Российской Федерации, член Попечительского совета РШФ Аркадий Дворкович: редчайшее издание первой четверти XIX века, сочинение «О шахматной игре» Ивана Бутримова является библиографической редкостью и станет одним из знаковых предметов в экспозиции. Лидер женской сборной России по шахматам, трехкратная победительница Всемирной шахматной олимпиады Александра Костенюк преподнесла музею в подарок свой детский шахматный чемоданчик с надписью «Саше, будущей чемпионке мира», который
подарил пятилетней Александре отец — Константин Костенюк.
Шахматы по сути являются олимпийским видом спорта. Такую точку зрения на церемонии открытия Музея шахмат в Москве выразил глава Олимпийского комитета России (ОКР) Александр Жуков. «По сути шахматы являются олимпийским видом спорта — ведь на Шахматных олимпиадах играют порой больше стран, чем на Олимпийских играх. Конечно, это наша мечта — сделать шахматы частью большой Олимпиады. Но если этого не произойдет… Думаю, в мире и в России столько любителей шахмат, что это решающего значения не имеет», — сказал Жуков.